# Лаит-Тупьер
Лаи́т-Тупье́р (фр. Lahitte-Toupière, окс. La Hita Topièra) — коммуна во Франции, находится в регионе Юг — Пиренеи. Департамент — Верхние Пиренеи. Входит в состав кантона Мобургет. Округ коммуны — Тарб.
Код INSEE коммуны — 65248.

## География

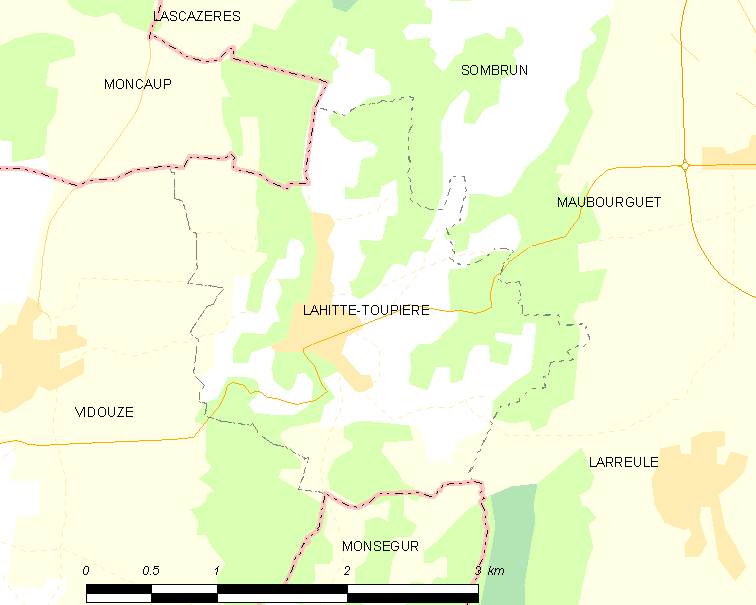
Карта коммуны

Коммуна расположена приблизительно в 630 км к югу от Парижа, в 120 км западнее Тулузы, в 27 км к северу от Тарба.
Коммуна расположена на местности Бигорр. На западе коммуны протекает река Луэт.

## Климат
Климат умеренно-океанический с солнечной тёплой погодой и обильными осадками на протяжении практически всего года.

## Население
Население коммуны на 2010 год составляло 240 человек.
| 1962 | 1968 | 1975 | 1982 | 1990 | 1999 | 2010 |
| ---- | ---- | ---- | ---- | ---- | ---- | ---- |
| 228  | 204  | 198  | 207  | 188  | 185  | 240  |

## Администрация
| Период | Период | Фамилия          | Партия | Примечания |
| ------ | ------ | ---------------- | ------ | ---------- |
| 2001   | 2011   | Патрик Гаррассьё |        |            |
| 2011   | 2020   | Фредерик Ре      |        |            |

## Экономика
В 2010 году среди 132 человек трудоспособного возраста (15-64 лет) 91 были экономически активными, 41 — неактивной (показатель активности — 68,9 %, в 1999 году было 64,7 %). Из 91 активных жителей работали 82 человека (46 мужчин и 36 женщин), безработных было 9 (3 мужчин и 6 женщин). Среди 41 неактивных 11 человек были учениками или студентами, 16 — пенсионерами, 14 были неактивными по другим причинам.

## Фотогалерея

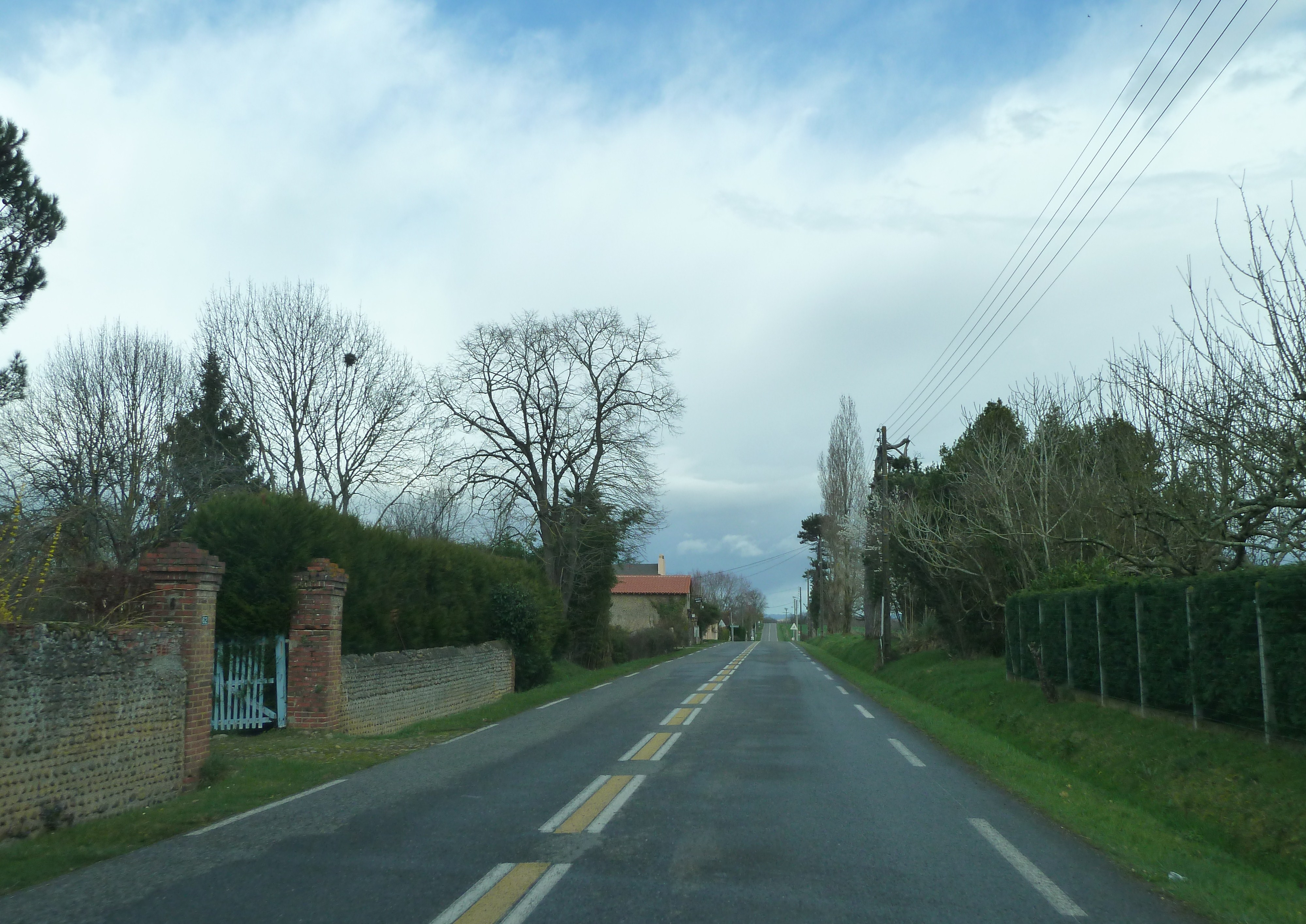
Лаит-Тупьер
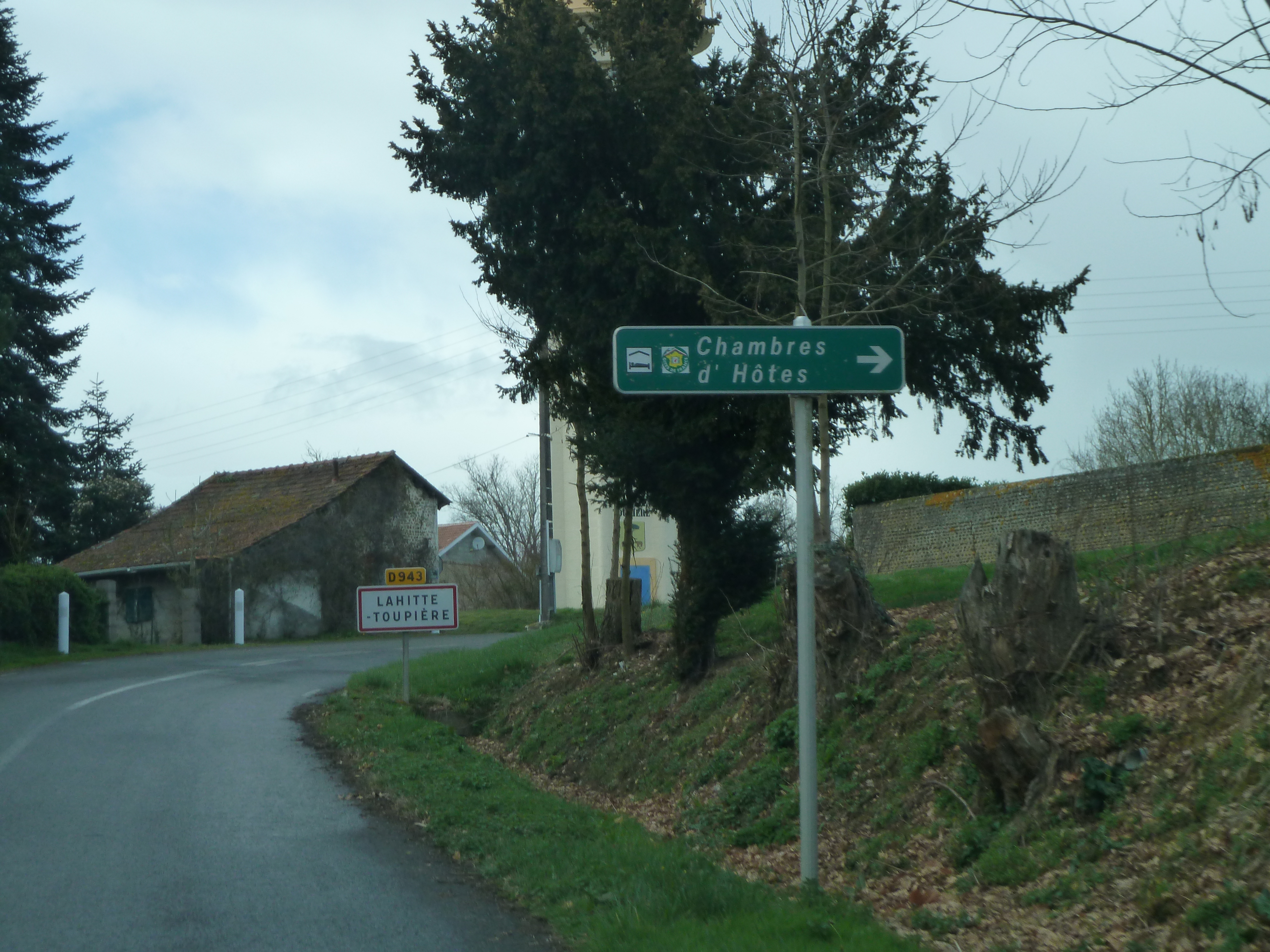
Въезд в Лаит-Тупьер
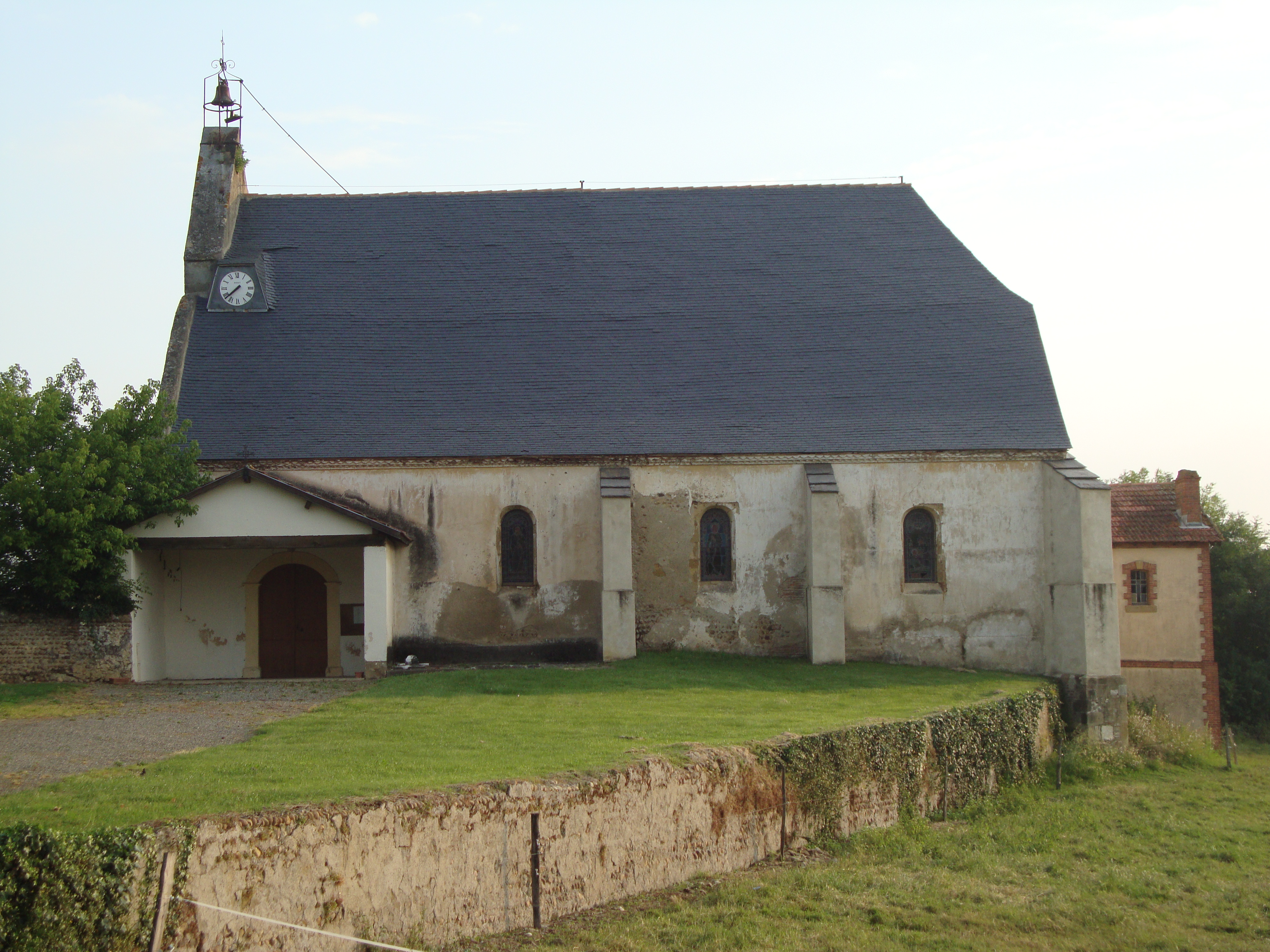
Церковь
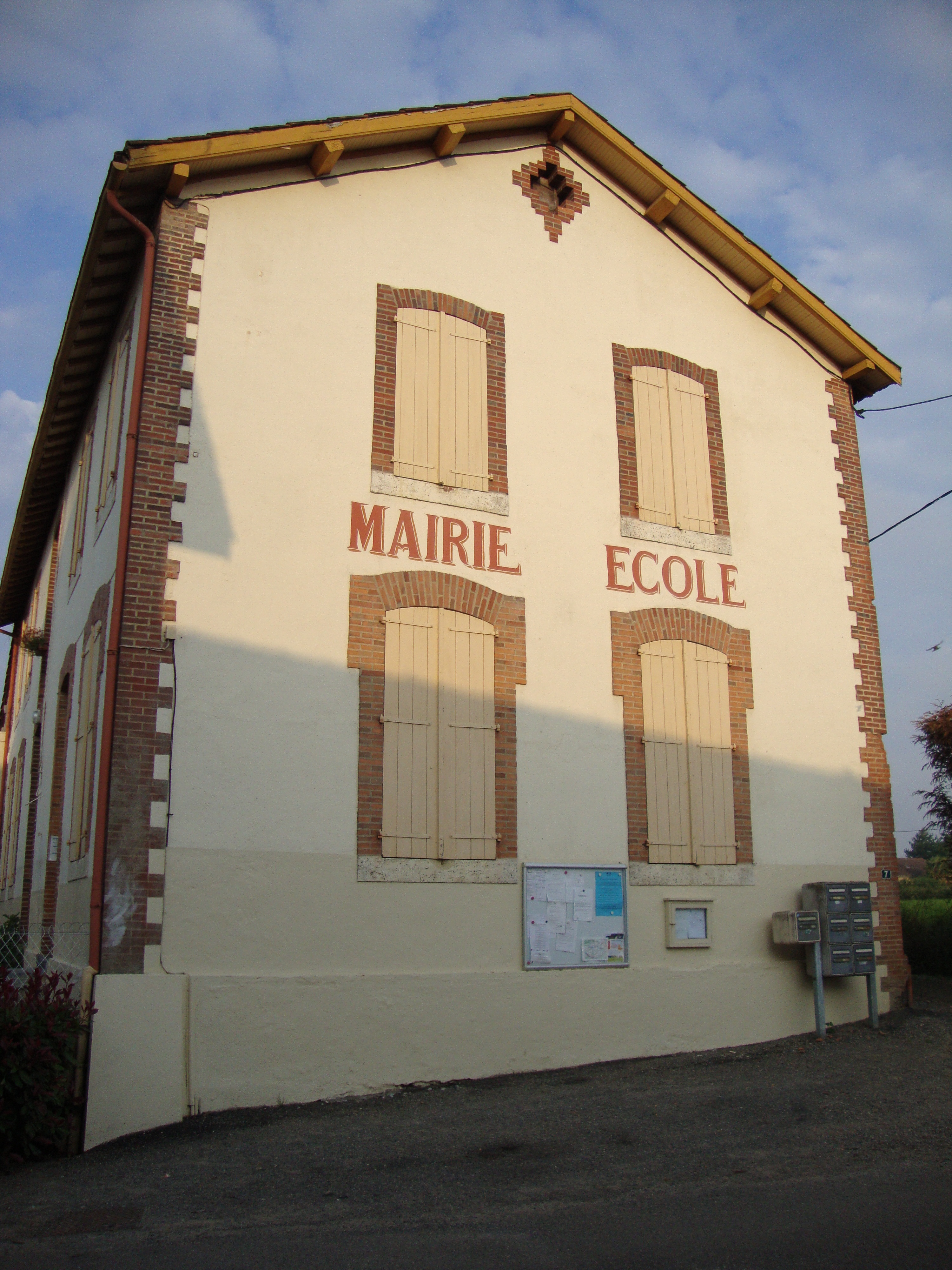
Мэрия-школа
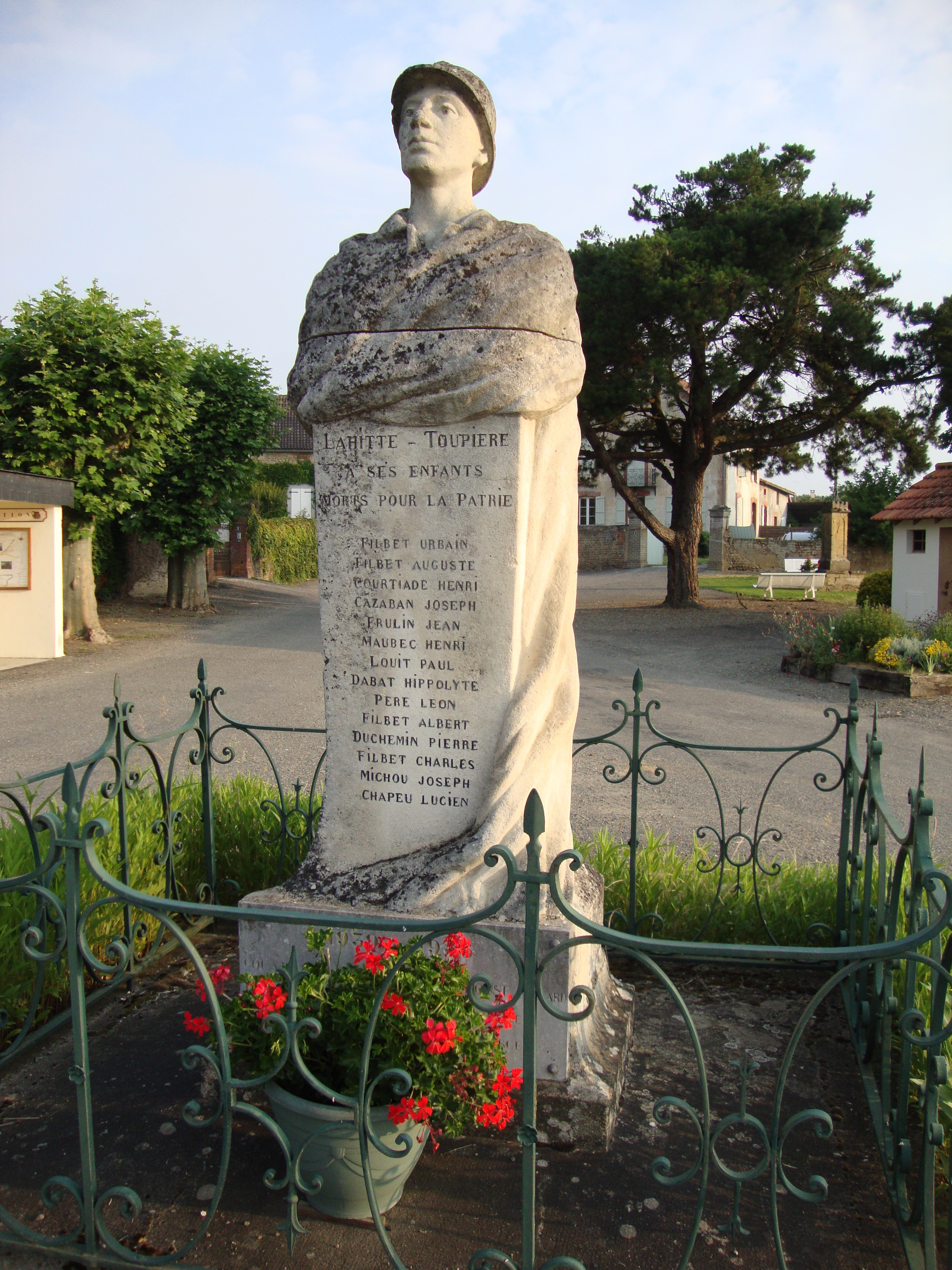
Военный мемориал
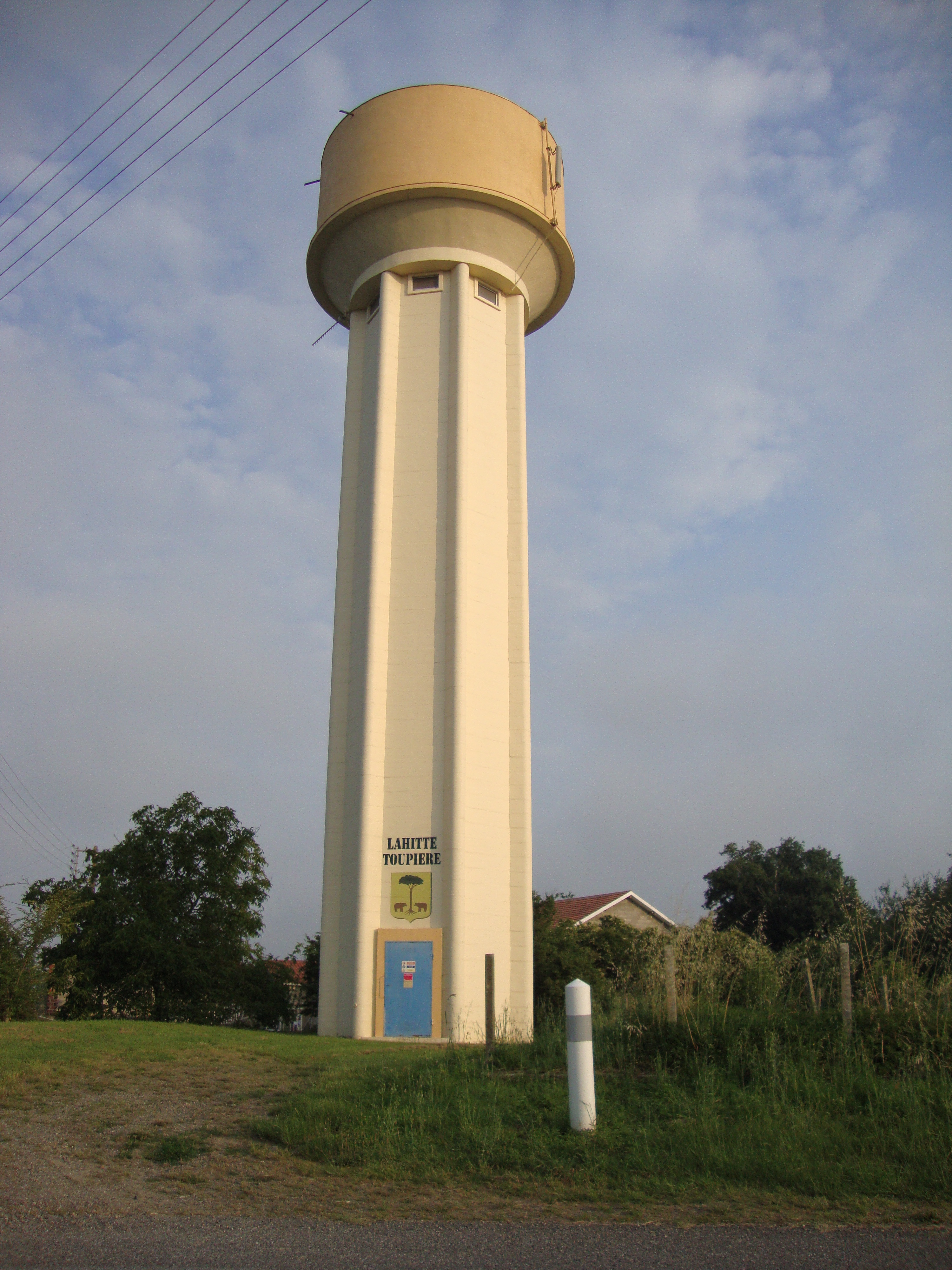
Водонапорная башня